# Stenia lillianae
Stenia lillianae är en orkidéart som beskrevs av Rudolph Jenny, David Edward Bennett och Eric Alston Christenson. Stenia lillianae ingår i släktet Stenia och familjen orkidéer. Inga underarter finns listade i Catalogue of Life.